# Mastro Guglielmo
Mastro Guglielmo (« Maître Guglielmo ») est le nom de convention d'un maître anonyme italien de la peinture byzantine du début du XIIe siècle, en relation avec le crucifix de Mastro Guglielmo, conservé et exposé à la concathédrale Santa Maria Assunta de Sarzana.

## Description de l'œuvre principale attribuée
Il s'agit d'un crucifix peint de la typologie Christus triumphans.